# گاکونا (آلاسکا)
گاکونا (به انگلیسی: Gakona) شهری در ناحیه سرشماری والدز-کوردووا ایالت آلاسکا است که جمعیت آن در سرشماری سال ۲۰۰۰ میلادی ۲۱۵ نفر بوده‌است.